# 汪溪街道
汪溪街道，是中华人民共和国安徽省宣城市宁国市下辖的一个乡镇级行政单位。

## 行政区划
汪溪街道下辖以下地区：
渡口村、汪溪村、殷白村、姚高村、古林村和联合村。